# 이바라키현 제1구
이바라키현 제1구(일본어: 茨城県第1区)는 일본의 중의원 선거구이다. 1994년 일본 공직선거법이 개정되면서 신설되었다.

## 지역
- 미토시 (구 우치하라정 제외)
- 가사마시 (구 도모베정, 이와마정 제외)
- 지쿠세이시
- 시모쓰마시 (구 치요가와촌 제외)
- 사쿠라가와시
- 히타치오미야시 (구 고젠야마촌 역)
- 히가시이바라키군 시로사토정

## 역대 국회의원
- 아카기 노리히코 (소속 정당: 자유민주당, 임기: 1996년 ~ 2009년)
- 후쿠시마 노부유키 (소속 정당: 민주당, 임기: 2009년 ~ 2012년)
- 다도코로 요시노리 (소속 정당: 자유민주당, 임기: 2012년 ~ 현재)